# Chiara Tron
Chiara Tron (Roma, 28 marzo 1993) è un'attrice italiana.

## Biografia
Nata nel 1993 a Roma, Chiara Tron oltre all'italiano, parla fluentemente l'inglese e lo spagnolo. Si è diplomata in un liceo classico tradizionale e si è laureata presso l'Università degli Studi Roma Tre, ancora prima di dedicarsi alla recitazione. Nel 2014 ha seguito un corso propedeutico presso l'accademia internazionale teatrale di Roma.
Nel 2015 ha iniziato il percorso accademico presso il laboratorio di arti sceniche diretto da Massimiliano Bruno. Nel 2017 ha ricoperto il ruolo di Chiara nel cortometraggio Nel posto giusto diretto da Flavio Bulgarelli, Alex Johannes e Simone Miccinilli e ha anche recitato nel cortometraggio Nessun rimorso diretto da Gabriele Braschi. L'anno successivo, nel 2018, ha preso parte alla videoclip musicale Dinner di Tia Airoldi. Nello stesso anno ha adattato e diretto l'opera teatrale Non è una piscina in giardino di A. Amoruso e ha anche ricoperto il ruolo di Sissi nell'opera teatrale La partitella di Giuseppe Manfridi e diretto da Francesco Bellomo e Renato Arcuri. Nel medesimo anno ha ricoperto il ruolo di Linda nel film La vita degli androidi è sogno.
Nel 2019 ha recitato nel cortometraggio Stop! diretto da Massimiliano Bruno e Salvatore Fazio.
Nel 2020 ha recitato nei cortometraggi Sleep Paralysis e in Spoiler (nel ruolo di Chiara), entrambi diretti da Simone Miccinilli. Nello stesso anno ha interpretato il ruolo di Sara Luppi nella serie Nero a metà. L'anno successivo, nel 2021, ha recitato in Ritorno al crimine diretto da Massimiliano Bruno e in Io e Angela diretto da Herbert Simone Paragnani (nel ruolo di Rosa). 
Nel 2022 ha ricoperto il ruolo di Marta Marino nell'episodio Il giorno perfetto della serie Don Matteo. Nel 2022 e nel 2024 ha fatto parte del cast della serie Viola come il mare, nel ruolo di Tamara Graziosi, insieme agli attori Francesca Chillemi e Can Yaman.

## Filmografia

### Cinema
- Ritorno al crimine, regia di Massimiliano Bruno (2021)
- Io e Angela, regia di Herbert Simone Paragnani (2021)

### Televisione
- Nero a metà – serie TV, 3 episodi (2020)
- Don Matteo – serie TV, episodio Il giorno perfetto (2022)
- Viola come il mare – serie TV, 24 episodi (2022-2024)

### Cortometraggi
- Nel posto giusto, regia di Flavio Bulgarelli, Alex Johannes e Simone Miccinilli (2017)
- Nessun rimorso, regia di Gabriele Braschi (2017)
- Stop!, regia di Massimiliano Bruno e Salvatore Fazio (2019)
- Sleep Paralysis, regia di Simone Miccinilli (2020)
- Spoiler, regia di Simone Miccinilli (2020)

### Videoclip musicali
- Dinner di Tia Airoldi (2018)
- Scivolo di Ex Marte
- Bicicletta di Marco Rossetti

## Teatro
- Vanessa di A. Amoruso, diretto da V. Faro (assistente alla regia 2016)
- Come Livio Berruti, diretto e scritto da G. Calandra (2016)
- Charlie Chaplin - Storia di un uomo, testo e regia di L. Pizzurro (2016)
- Supercalifragilistichespiralidoso, adattamento e regia L. Pizzurro (2016)
- Ogni undici secondi di A. Amoruso (2017)
- Qualcuno volò sul nido del cuculo, adattamento e regia di L. Pizzurro (2017)
- Broadway - Oltre la ribalta di S. Di Masi e A. Trotta, regia di S. Di Masi (2017)
- La sirenetta, adattamento e regia di L. Pizzurro, coreografie di André De La Roche (2017)
- Una famiglia italiana, diretto e scritto da L. Pizzurro (2017)
- La partitella di Giuseppe Manfridi, diretto da Francesco Bellomo e Renato Arcuri (2018)
- Non è una piscina in giardino di A. Amoruso, adattamento e regia di Chiara Tron (2018)
- È un momento di calma, adattamento e regia di Alessandra Fallucchi (2019)
- Orienti, testo e regia di Duccio Camerini (2019)
- Se la scarpa è giusta, mettitela, adattamento e regia di Augusto Fornari (2019)
- Improvvisamente l'estate scorsa di T. Williams, regia G.Bisicchia e M. Giustolisi (2023)
- Kriss di Riccardo Lionello, regia Daniele Trombetti (2023)
- Lo stato delle cose testo e regia di Massimiliano Bruno (2023)
- Yerma di G. Lorca, regia Bisicchia/Giustolisi (2024)